# Verkehrsgesellschaft Mecklenburg-Vorpommern
Die Verkehrsgesellschaft Mecklenburg-Vorpommern mbH (VMV) ist der Aufgabenträger für den Schienenpersonennahverkehr (SPNV) in Mecklenburg-Vorpommern. Das in Schwerin ansässige Unternehmen wurde 1995 gegründet und befindet sich im Landesbesitz.

## Aufgaben
Mit der Regionalisierung des SPNV 1996 hat die VMV die Aufgaben der Planung, Organisation und Finanzierung von Schienenverkehrsleistungen übernommen, während der sonstige Öffentlicher Personennahverkehr (ÖPNV) in die Verantwortung der kommunalen Gebietskörperschaften überging. Das Aufgabenspektrum reicht von der Ausschreibung der SPNV-Leistungen über den Abschluss der Verkehrsverträge und Vereinbarungen zur Fahrzeugfinanzierung sowie die Mitwirkung bei der Fahrplangestaltung bis zum Controlling und zur finanziellen Abwicklung der Verträge.
Ein wichtiges Ziel ist es, durch schrittweise Vergabe der SPNV-Leistungen in Teilnetzen, den Wettbewerb zwischen den Eisenbahnverkehrsunternehmen (EVU) zu intensivieren und dadurch die Kosten zu senken. Dies bietet wiederum die Möglichkeit, zusätzliche Verkehrsleistungen zu bestellen.

## Verkehrsverträge

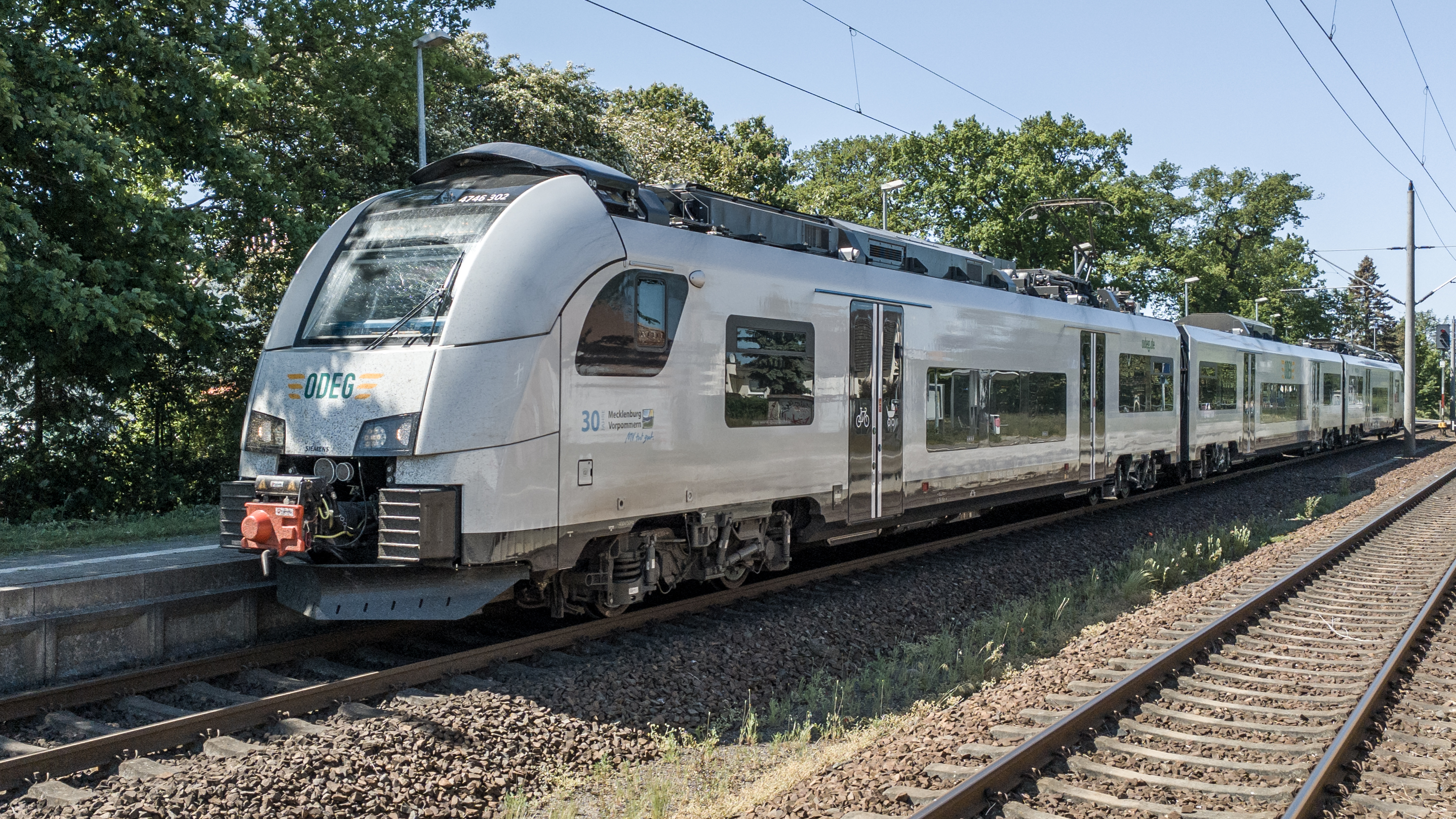
ODEG-Desiro mit dem Landeslogo auf der Linie RE9

2024 liefen Verkehrsverträge über jährlich 19 Millionen Zugkilometer mit fünf Eisenbahnverkehrsunternehmen, wobei 74,2 Prozent der SPNV-Verkehrsleistungen von der DB Regio, 23,8 Prozent von der Ostdeutsche Eisenbahn (ODEG), 1,4 Prozent von der Eisenbahn-Bau- und Betriebsgesellschaft Pressnitztalbahn (PRESS) und weniger als 1 Prozent jeweils von der Mecklenburgischen Bäderbahn Molli und der Hanseatischen Eisenbahn (HANS) erbracht wurden:
| Nr. | Verkehrsvertrag                                                | Bediente Strecken | Vertragslaufzeit  | Vertragspartner                                                      |
| --- | -------------------------------------------------------------- | --- | ----------------- | -------------------------------------------------------------------- |
| 1   | Großer Verkehrsvertrag                                         | - Stralsund – Pasewalk (– Berlin) - Rostock/Stralsund – Neustrelitz (– Berlin) | 12/2002 – 12/2014 | DB Regio AG                                                          |
| 2   | Südmecklenburg                                                 | - Hagenow – Ludwigslust – Parchim – Neustrelitz - Neustrelitz – Mirow | 12/2002 – 12/2009 | Ostdeutsche Eisenbahn GmbH (ODEG)                                    |
| 3   | Vertrag UBB                                                    | - (Świnoujście/Swinemünde –) Ahlbeck – Züssow – Stralsund - Zinnowitz – Peenemünde - Stralsund – Barth                                                                                        | 01/2003 – 12/2017 | Usedomer Bäderbahn GmbH (UBB)                                        |
| 4   | Teilnetz Ostseeküste                                           | - (Hamburg –) Boizenburg – Schwerin – Bützow – Rostock - Rostock – Stralsund – Lietzow – Sassnitz/Binz                                                                                        | 12/2007 – 12/2019 | DB Regio                                                             |
| 5   | Schmalspurbahn „Molli“                                         | - Bad Doberan – Kühlungsborn West | 12/2007 – 12/2027 | Mecklenburgische Bäderbahn Molli GmbH                                |
| 6   | Schmalspurbahn „Rasender Roland“                               | - Lauterbach Mole – Putbus – Göhren (Rügen) | 06/2008 – 06/2028 | Eisenbahn-Bau- und Betriebsgesellschaft Pressnitztalbahn mbH (PRESS) |
| 7   | Südmecklenburg                                                 | - Hagenow – Ludwigslust – Parchim – Neustrelitz - Neustrelitz – Mirow | 12/2009 – 12/2010 | Ostdeutsche Eisenbahn                                                |
| 8   | Linie LBM                                                      | - Bergen auf Rügen – Lauterbach Mole | 12/2009 – 12/2018 | Eisenbahn-Bau- und Betriebsgesellschaft Pressnitztalbahn mbH (PRESS) |
| 9   | Südmecklenburg                                                 | - Hagenow – Ludwigslust – Parchim – Neustrelitz - Neustrelitz – Mirow | 12/2010 – 12/2012 | Ostdeutsche Eisenbahn                                                |
| 10  | Teilnetz Warnow                                                | - Wismar – Bad Doberan – Rostock – Tessin - Bad Doberan – Rostock – Ribnitz-Damgarten / Graal-Müritz                                                                                          | 12/2011 – 12/2024 | DB Regio                                                             |
| 10  | Teilnetz Warnow                                                | - S-Bahn Rostock - Wismar – Schwerin – Ludwigslust - Rostock – Ribnitz-Damgarten (Einzelleistungen) - Rostock – Schwerin (Einzelleistungen)                                                   | 12/2012 – 12/2024 | DB Regio                                                             |
| 11  | Ergänzungsvereinbarung RE6                                     | - (Lübeck –) Bad Kleinen – Pasewalk (– Szczecin/Stettin) | 12/2012 – 12/2014 | DB Regio                                                             |
| 12  | Teilnetz Nord – Süd (West) bzw. Teilnetz Elbe Spree (NES) 2023 | - Wismar – Ludwigslust (– Berlin) | 12/2012 – 12/2034 | Ostdeutsche Eisenbahn                                                |
| 13  | Mecklenburgische Südbahn (Notmaßnahme)                         | - Hagenow – Ludwigslust – Parchim – Neustrelitz | 12/2012 – 12/2014 | Ostdeutsche Eisenbahn                                                |
| 14  | RE6/RE5 OME 2014 (Notmaßnahme)                                 | - Bützow – Neubrandenburg – Ueckermünde - Neustrelitz – Stralsund | 12/2013 – 12/2014 | DB Regio                                                             |
| 15  | Vertrag RSP 2014 (Notmaßnahme)                                 | - Rehna – Schwerin – Parchim | 12/2013 – 12/2014 | Ostdeutsche Eisenbahn                                                |
| 16  | Ost-West                                                       | - Lübeck – Bad Kleinen – Bützow – Neubrandenburg – Pasewalk – Stettin - Bützow – Neubrandenburg – Ueckermünde - Waren (Müritz) – Inselstadt Malchow (bis 12/2017)                             | 12/2014 – 12/2029 | DB Regio                                                             |
| 17  | Nord-Süd                                                       | - Stralsund – Pasewalk (– Berlin) - Rostock/Stralsund – Neustrelitz (– Berlin) | 12/2014 – 12/2026 | DB Regio                                                             |
| 18  | Westmecklenburg                                                | - Hagenow – Ludwigslust – Parchim - Rehna – Schwerin – Parchim | 12/2014 – 12/2019 | Ostdeutsche Eisenbahn                                                |
| 19  | Teilnetz Usedom                                                | - Züssow – Stralsund | 12/2017 – 12/2019 | DB Regio                                                             |
| 19  | Teilnetz Usedom                                                | - (Świnoujście/Swinemünde –) Ahlbeck – Züssow - Zinnowitz – Peenemünde | 12/2017 – 12/2030 | DB Regio                                                             |
| 20  | Vertrag Rügenlinie RB26                                        | - Bergen auf Rügen – Lauterbach Mole | 12/2018 – 12/2027 | Eisenbahn-Bau- und Betriebsgesellschaft Pressnitztalbahn mbH (PRESS) |
| 21  | Westmecklenburg                                                | - Rehna – Schwerin – Parchim - Hagenow – Ludwigslust – Parchim nachbestellt: - Waren (Müritz) – Malchow - Neustrelitz – Mirow - Saisonverkehr Südbahn (Parchim – Karow (Meckl) – Plau am See) | 12/2019 – 12/2025 | Ostdeutsche Eisenbahn                                                |
| 22  | Ostseeküste Ost (Notmaßnahme)                                  | - Rostock – Stralsund – Lietzow – Sassnitz/Binz - (Rostock –) Stralsund – Greifswald – Züssow                                                                                                 | 12/2019 – 12/2021 | Ostdeutsche Eisenbahn                                                |
| 23  | Ostseeküste West (Notmaßnahme)                                 | - (Hamburg –) Boizenburg – Schwerin – Bützow – Rostock | 12/2019 – 12/2021 | DB Regio                                                             |
| 24  | Vertrag Barthlinie RB25                                        | - Velgast – Barth (– Bresewitz) | 12/2019 – 12/2025 | DB Regio                                                             |
| 25  | Ostseeküste West Überbrückung                                  | - (Hamburg –) Boizenburg – Schwerin – Bützow – Rostock | 12/2021 – 12/2026 | DB Regio                                                             |
| 26  | Ostseeküste II                                                 | - Rostock – Stralsund – Lietzow – Sassnitz/Binz - (Rostock –) Stralsund – Greifswald – Züssow                                                                                                 | 12/2021 – 12/2034 | Ostdeutsche Eisenbahn                                                |
| 27  | Warnow II (Elektronetz)                                        | - S-Bahn Rostock - Rostock – Ribnitz-Damgarten (Einzelleistungen) | 12/2024 – 12/2039 | DB Regio                                                             |
| 28  | Warnow II (Hybrid-Netz)                                        | - Wismar – Bad Doberan – Rostock – Tessin - Bad Doberan – Rostock – Ribnitz-Damgarten / Graal-Müritz                                                                                          | 12/2026 – 12/2039 | DB Regio                                                             |
| 29  | Saisonverkehr Vertrag Mukran RE27                              | - Bergen auf Rügen – Sassnitz Fährhafen | 05/2023 – 10/2023 | Hanseatische Eisenbahn                                               |